# 実験的自己免疫性脳脊髄炎
実験的自己免疫性脳脊髄炎（じっけんてきじこめんえきせいのうせきずいえん、Experimental autoimmune encephalomyelitis, EAE）は、脳炎の動物実験モデルである。実験的アレルギー性脳脊髄炎 (Experimental allergic encephalomyelitis, EAE) と称されることもある。このモデルは中枢神経系の炎症性脱髄疾患である。実験動物に他の動物の中枢神経組織由来のタンパク質などを接種することで、ミエリン蛋白に特異的なT細胞を誘導し、自己免疫性の脳脊髄炎を発症させるというものである。ほとんどの場合げっ歯類が用いられ、多発性硬化症、急性散在性脳脊髄炎などのモデルとして広く研究されている。また、一般的にEAEはT細胞性自己免疫疾患のモデルでもある。
EAEの研究は1933年のThomas M. Rivers、D. H. Sprunt及びG. P. Berryらによる報告がきっかけとなった。彼らの、炎症を起こした患者の組織を霊長類へ移植することで散在性脳脊髄炎を誘導しようとする試みはJournal of Experimental Medicine (Vol. 58, No. 1, pp. 39–56) に掲載されている。急性でかつ症状が繰り返すものではなかったため、多発性硬化症というよりは急性散在性脳脊髄炎に近いものであったと現在では考えられている。
EAEはマウス、ラットモルモット、ウサギ、霊長類などを含む様々な種で誘導することができる。げっ歯類のモデルでよく使われる抗原として脊髄破砕液、精製ミエリン、ミエリン蛋白（ミエリン塩基性タンパク質(MBP)、PLP、MOGなど）、これらのタンパク質から得られるペプチドなどがあり、いずれの抗原を摂取した場合も、免疫学的にも病理学的にもそれぞれ異なった病態を示す。また、ミエリン抗原に特異的なT細胞の移植によって受動的に誘導することもできる（この場合病態を形成するのは移植したT細胞である）。抗原や用いる動物により急性単相型、慢性再発型、慢性持続型といった異なる病態を示す。典型的感受性動物ではまず接種2週間後に臨床症状が表れ始め、慢性多発型へ移行する。典型的な臨床症状は尾のトーヌス（緊張）低下からはじまり、尾の麻痺、後肢の脱力、前肢の麻痺と進行していく。また、多発性硬化症と同様に炎症巣の部位を反映し、情動不安定、感覚消失、視神経炎、運動失調、筋の萎縮、痙攣などの症状を示しうる。

## マウスのEAE
脱髄はフロイントの完全アジュバントのようなアジュバントで乳化した、脳抽出液、中枢神経系抽出液（ミエリン塩基性タンパク質など）、もしくは上記抽出液由来のペプチドを接種することで起きる。アジュバントの存在により、これらのタンパク質、ペプチドに対する炎症反応が起きる。多くの実験方法では血液脳関門を破綻させ、免疫細胞を中枢神経系に侵入させるため、同時に百日咳毒素の接種が行われる。この接種により多発性、散在性の小脱髄領域が脳や脊髄に発生し、さらに一連の症状を呈するようになる。
1930年代に初めて発表されたこのモデルは、ヒトの多発性硬化症といくつか同じ特徴（大部分が脱髄）を呈する一方、いくつかの点でヒトの多発性硬化症とは異なる。EAEにより動物が致死もしくは永久的な障害にいたる、EAEにより重度の神経炎を起こす、主要な抗原であるMBPの接種におけるEAEの経過が多発性硬化症と全く異なる、などが相違点に挙げられる。